# Горы моря и гиганты
«Горы моря и гиганты» (нем. Berge Meere und Giganten) — философский роман немецкого писателя Альфреда Дёблина.

## История создания
Роман впервые опубликован в 1924 году. В 1932 году автор подготовил и выпустил в свет значительно переработанный вариант этого произведения под названием «Гиганты». В дальнейшем переиздавалась только первая версия романа.

## Художественные особенности
Стилистика «Гор морей и гигантов» экспериментальна. В частности, в тексте романа используется авторская пунктуация, что видно уже в заглавии романа, в котором однородные члены предложения при перечислении не отделяются запятой. Художественные особенности романа позволяют отнести его к литературе экспрессионизма.
Жанр произведения не поддаётся определению в рамках классического деления — в произведении можно увидеть признаки философского романа, антиутопии, научной фантастики, пародии.

## Сюжет
Действие романа отнесено к будущему и занимает несколько тысяч лет. В произведении описываются гигантские мегаполисы будущего, масштабные военные битвы, социальные и природные катастрофы.

## Культурное значение
Роман был неоднозначно воспринят критикой и читающей публикой. Необычная форма и сложность стиля сделали роман одним из самых трудных для истолкования произведений своей эпохи. Существует несколько исследовательских работ, полностью посвященных интерпретации «Гор морей и гигантов».

## История публикации на русском языке
Согласно одному упоминанию в статье П. Винокурова, опубликованной в сборнике «О некоторых методах и приемах иностранных разведывательных органов и их троцкистско-бухаринской агентуры» (М.: Партиздат, 1937), перевод романа был выпущен в ленинградском отделении Госиздата, однако ни одного экземпляра книги не сохранилось. В 2011 году современный перевод романа, выполненный Татьяной Баскаковой, был опубликован в санкт-петербургском «Издательстве Ивана Лимбаха».